# Florian Floto
Florian Floto, född 12 april 1988, är en tysk bågskytt. Han deltog vid olympiska sommarspelen 2016.